# 萨尔瓦多犯罪问题
萨尔瓦多犯罪问题是萨尔瓦多曾因黑帮问题，导致犯罪率常年居高不下的问题。2011年，萨尔瓦多估计有25,000名逍遥法外的帮派成员，另有43,500人被监禁。 最著名的帮派是MS-13（全名为Mara Salvatrucha）及其对手第18街帮派（英語：18th Street gang）。MS-13曾受到暗杀小组的追捕，其中包括“黑影”（称为Sombra Negra）。新的对手包括正崛起的“叛军13”（英語：The Rebels 13）。 萨尔瓦多曾是中美洲北三角地区三个暴力活动猖獗的国家之一，另外两个国家是邻国危地马拉和洪都拉斯。
自2022年以来，由于萨尔瓦政府打击帮派，使萨尔瓦多的犯罪率急剧下降，成为中美洲最安全的国家。2023年，估计每10万人中有1086人，即1.6%的人口被监禁，使萨尔瓦多成为世界上监禁率最高的国家。

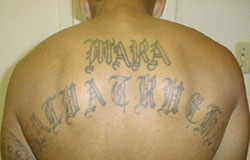
MS-13帮派成员背后刻着象征帮派名称的纹身